# 最高法院大厦 (新加坡)
最高法院大厦（Old Supreme Court Building）位于新加坡市中心的政府大厦大草场，毗邻政府大厦。它曾是新加坡最高法院所在地，2005年6月20日已迁往新址。

## 历史
此处原是1900年所建欧洲大酒店的所在地，面向大海，是新加坡唯一能与莱佛士酒店相比的酒店。1936年拆除，1937年4月1日为最高法院大厦奠基，为整个英属马来亚最大的一块基石，石头下方埋着一个時間囊，里面包括1937年3月31日的六份新加坡报纸在，和一些海峡殖民地的硬币。1939年8月3日大厦揭幕，这是英国殖民地时期最后建造的一座地标建筑，古典主义风格。
这座大厦与毗邻的政府大厦，已经於2015年改建为新加坡国家美术馆（National Gallery Singapore）。